# Macronychus quadrituberculatus
Macronychus quadrituberculatus är en skalbaggsart som beskrevs av Müller 1806. Macronychus quadrituberculatus ingår i släktet Macronychus, och familjen bäckbaggar. Arten har ej påträffats i Sverige.

## Bildgalleri

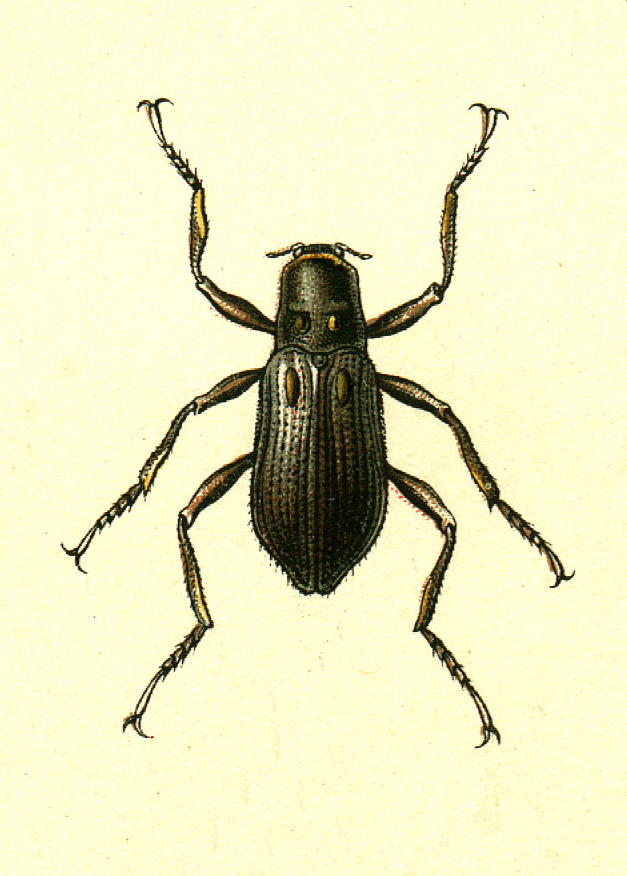